# Pedro Blanco López
Pedro Blanco López (Leon, 14 luglio 1883 – Porto, 1º maggio 1919) è stato un compositore, pianista e critico musicale spagnolo.

## Biografia[1]
Figlio del musicista Mateo Blanco del Río e di Emilia López y Moya ebbe la sua prima formazione musicale con il padre a León. Dal 1897 frequentò la Scuola Nazionale di Musica di Madrid, dove fu allievo di noti maestri come Felipe Pedrell ed Andrés Monge. Con entrambi, così come con Tomás Bretón, si instaurò una importante relazione epistolare nel corso della sua vita. Proprio lì ottenne il Primo Premio di Piano nel 1902.
A Madrid iniziò la sua carriera come pianista, che lo condusse fino a Porto, dove visse dal 1903 fino alla sua morte. Sempre a Porto sposò Clementina Nogueira ed ebbe due figli. Appena arrivato in Portogallo, si inserì nel cerchio letterario ed artistico della città costiera di Espinho, al quale appartenevano personalità come il pittore Amadeo de Souza-Cardoso, il poeta e pedagogo João de Barros ma, soprattutto, il Dr. Manuel Laranjeira.  Proprio grazie a questi ultimi conobbe altri personaggi come Miguel de Unamuno, con il quale mantenne una corrispondenza epistolare per diversi anni.
Pedro Blanco sviluppò un’importante attività come maestro di pianoforte nel corso di oltre dieci anni, ed ebbe parecchi allievi. Inoltre, fu parte del primo corpo docente del Conservatorio di Musica di Porto, dove insegnò dal 1917 fino alla sua morte. Blanco è stato attivamente coinvolto nella fiorente vita culturale di Porto delle due prime decadi del secolo XX, nei movimenti come Renascença portuguesa. Artista appassionato e carismatico, ebbe un’innegabile influenza sulla comunità e ne approfittò per svolgere un'importante azione sociale. Nella città di Porto coltivò una stretta amicizia con personalità come lo scultore António Teixeira Lopes, il disegnatore Leal da Câmara oppure lo scrittore Antero de Figueiredo. Inoltre, mantenne un fluido rapporto epistolare con alcune figure del mondo musicale ed artistico nazionale ed internazionale.
Nel 1911, Pedro Blanco fu nominato membro onorario a Porto della Société Internationale de Musique. Tra i suoi lavori musicologici spicca uno studio introduttivo sulla musica popolare portoghese, per la rivista francese S. I. M.
Pedro Blanco scrisse anche una serie di articoli per giornali e riviste, soprattutto spagnoli e portoghesi, centrati su vari temi: la critica musicale, il regeneracionismo e la difesa della condizione sociale dei musicisti, così come della diffusione della cultura fra i due paesi vicini (la Spagna e il Portogallo). Svolse un importantissimo ruolo, finora dimenticato, di scambio culturale fra la Spagna e il Portogallo, nel contribuire attivamente all’origine dell'iberismo culturale.

## Opera musicale[2]
Pedro Blanco, malgrado la sua prematura morte, fu autore di una ventina di opere per pianoforte, canto e piano, piano e violino, ed anche per orchestra.
Opere per piano:
- Mazurca Triste (Op. 1).
- Hispania (Op. 4. E versione per orchestra di L. Lambert)
- Heures Romantiques. Impressiones Intimes (Op. 6).
- Galanías (Op. 10).
- Dos mazurcas: Del amor y Del dolor (Op. 12).
- Castilla (Op. 16).

Opere per canto e piano:
- ¡Guitarra mía! (Op. 2).
- Los ojos negros (Op. 3).
- Canções:  “O Senhor Reitor”,  “Flor da Rua”, “A Fiandeira” (Op.5).
- Dos melodías: "Rosa e lírio", Barca-bela (Op. 9).
- Cantiga e Trovas do longe (Op. 11).
- Duas melodias para piano e canto: "Madrigal", "Quand même" (Op. 14).

Opere per piano e violino:
- Romance y Zambra andaluza (Op. 7).

Opere orchestrali:
- Añoranzas (Op. 8).
- Duas melodias portuguesas: “Anjo da Guarda”, “Noite de Amores” (Op. 13).
- Concierto en si menor (piano e orchestra, Op. 15).